# Кубок Івано-Франківської області з футболу
Кубок Івано-Франківської області з футболу — обласні футбольні змагання серед аматорських команд. Проводиться під егідою Федерації футболу Івано-Франківської області. Вперше розиграш кубку Івано-Франківської області з футболу відбувся в 1940 році.

## Всі фінали розіграшів кубка
| Сезон     | Володар                             | Фіналіст                               | Рахунок                |
| --------- | ----------------------------------- | -------------------------------------- | ---------------------- |
| 1940      | «Динамо» (Станіслав)                | ФК «Ямниця» (Ямниця)                   | 4:0                    |
| 1941      | розіграш не закінчився              | розіграш не закінчився                 | розіграш не закінчився |
| 1942—1945 | Кубок не розігрувався               | Кубок не розігрувався                  | Кубок не розігрувався  |
| 1946      | «Гвардієць» (Станіслав)             | «Спартак» (Станіслав)                  | 3:1                    |
| 1947      | «Хімік» (Калуш)                     | «Більшовик» (Коломия)                  | 2:1                    |
| 1948      | «Динамо» (Станіслав)                |                                        |                        |
| 1949      | «Спартак» (Станіслав)               | «Хімік» (Калуш)                        | 4:1                    |
| 1950      | «Динамо» (Станіслав)                | «Спартак» (Станіслав)                  |                        |
| 1951      | «Іскра» (Станіслав)                 | Команда Яремчанського району           | 7:0                    |
| 1952      | «Спартак» (Станіслав)               | «Нафтовик» (Надвірна)                  | 8:1                    |
| 1953      | «Спартак» (Станіслав)               | ДТСААФ (Станіслав)                     | 5:2                    |
| 1954      | «Спартак» (Станіслав)               | «Нафтовик» (Надвірна)                  | 6:0                    |
| 1955      | «Спартак» (Станіслав)               | «Буревісник» (Коломия)                 | 2:0                    |
| 1956      | «Хімік» (Калуш)                     | «Колгоспник» (Ямниця)                  | 4:2 (д. ч.)            |
| 1957      | «Хімік» (Калуш)                     | «Буревісник» (Коломия)                 | 2:0                    |
| 1958      | «Хімік» (Калуш)                     | «Колгоспник» (Ямниця)                  | 4:0                    |
| 1959      | «Хімік» (Калуш)                     | «Метеор» (Станіслав)                   | 2:1                    |
| 1960      | «Хімік» (Калуш)                     | «Хутровик» (Тисмениця)                 | 6:1                    |
| 1961      | «Хімік» (Калуш)                     | «Авангард» (Коломия)                   | 2:1                    |
| 1962      | «Нафтовик» (Долина)                 | «Спартак» (Косів)                      | 2:1                    |
| 1963      | «Хімік» (Калуш)                     | «Нафтовик» (Долина)                    | 4:4, 1:0               |
| 1964      | «Карпати» (Брошнів-Осада)           | «Нафтовик» (Надвірна)                  | 1:1, 1:0               |
| 1965      | «Карпати» (Брошнів-Осада)           | «Хімік» (Калуш)                        | 3:2                    |
| 1966      | «Карпати» (Коломия)                 | «Хімік» (Калуш)                        | 0:0, 2:0               |
| 1967      | «Автомобіліст» (Івано-Франківськ)   | «Нафтовик» (Надвірна)                  | +:-                    |
| 1968      | «Нафтовик» (Долина)                 | «Будівельник» (Калуш)                  | 4:0                    |
| 1969      | «Хімік» (Калуш)                     | «Нафтовик» (Долина)                    | 4:1                    |
| 1970      | «Карпати» (Коломия)                 | «Нафтовик» (Долина)                    | 4:0                    |
| 1971      | «Хімік» (Калуш)                     | «Прилад» (Івано-Франківськ)            | 0:0, 1:0               |
| 1972      | «Хімік» (Калуш)                     | «Колос» (Городенка)                    | 4:1                    |
| 1973      | «Електрон» (Івано-Франківськ)       | «Карпати» (Кути)                       | 4:0                    |
| 1974      | «Електрон» (Івано-Франківськ)       | «Колос» Хотінь (Калуш)                 | 1:1, 1:0               |
| 1975      | «Хімік» (Калуш)                     | «Електрон» (Івано-Франківськ)          | 2:1                    |
| 1976      | «Електрон» (Івано-Франківськ)       | «Хімік» (Калуш)                        | 2:1                    |
| 1977      | «Електрон» (Івано-Франківськ)       | «Колос» Хотінь (Калуш)                 | 1:1, 1:0               |
| 1978      | «Електрон» (Івано-Франківськ)       |                                        |                        |
| 1979      | «Бистриця» (Надвірна)               |                                        |                        |
| 1980      | «Нафтовик» (Долина)                 | «Кристал» (Івано-Франківськ)           | 4:3                    |
| 1981      | «Локомотив» (Івано-Франківськ)      | «Нафтовик» (Долина)                    | 2:1                    |
| 1982      | «Хімік» (Калуш)                     | «Нафтовик» (Долина)                    | 1:1, 2:1               |
| 1983      | «Електрон» (Івано-Франківськ)       | «Хімік» (Калуш)                        | 3:1                    |
| 1984      | «Маяк» (Підгір'я)                   | «Сільмаш» (Коломия)                    | 0:0, пен. 11:10        |
| 1985      | «Сільмаш» (Коломия)                 | «Нафтовик» (Долина)                    | 2:1                    |
| 1986      | «Колос» (Голинь)                    | «Нафтовик» (Долина)                    | 5:2                    |
| 1987      | «Бистриця» (Надвірна)               | «Іскра» (Старі Кривотули)              | 1:0                    |
| 1988      | «Нафтовик» (Долина)                 | «Бистриця» (Надвірна)                  | 3:2                    |
| 1989      | «Нафтовик» (Долина)                 | «Маяк» (Богородчани)                   | 1:0                    |
| 1990      | «Машинобудівник» (Івано-Франківськ) | «Хімік» (Калуш)                        | 0:0, пен. 5:3          |
| 1991      | «Хімік» (Калуш)                     | «Покуття» (Коломия)                    | 2:0                    |
| 1992 (в)  | Кубок не розігрувався               | Кубок не розігрувався                  | Кубок не розігрувався  |
| 1992/93   | «Покуття» (Коломия)                 | «Хімік» (Калуш)                        | 1:1, пен. 5:4          |
| 1993/94   | «Бескид» (Надвірна)                 | «Нафтовик» (Долина)                    | 2:1 (д.ч.)             |
| 1994/95   | «Покуття» (Коломия)                 | «Пробій» (Городенка)                   | 5:2                    |
| 1995/96   | «Пробій» (Городенка)                | «Покуття» (Коломия)                    | 2:1 (д.ч.)             |
| 1996/97   | «Енергетик» (Бурштин)               | «Нафтовик» (Долина)                    | 2:0                    |
| 1997/98   | «Бескид» (Надвірна)                 | «Автоливмаш» (Івано-Франківськ)        | 2:0                    |
| 1998/99   | «Корона» (Івано-Франківськ)         | «Галичина» (Галич)                     | 3:1                    |
| 2000      | ФК «Королівка» (Королівка)          | «Техно-Центр-2» (Рогатин)              | 3:1                    |
| 2001      | «Дельта» (Гвіздець)                 | ФК «Королівка» (Королівка)             | 2:1                    |
| 2002      | «Дельта» (Гвіздець)                 | «Бескид» (Надвірна)                    | 1:1, пен. 3:1          |
| 2003      | «Тепловик» (Івано-Франківськ)       | ФК «Королівка» (Королівка)             | 3:2                    |
| 2004      | «Тепловик» (Івано-Франківськ)       | «Дельта» (Гвіздець)                    | 0:0, пен. 4:3          |
| 2005      | ФК «Тужилів» (Тужилів)              | «Спартак-Чорногора» (Івано-Франківськ) | 2:0                    |
| 2006      | «Цементник» (Ямниця)                | «Бескид» (Надвірна)                    | 1:0                    |
| 2007      | «Карпати» (Яремче)                  | «Цементник» (Ямниця)                   | 3:0                    |
| 2008      | «Карпати» (Яремче)                  | «Кадоган-Дельта» (Гвіздець)            | 2:0                    |
| 2009      | «Карпати» (Яремче)                  | «Спартак» (Снятин)                     | 8:0                    |
| 2010      | «Карпати» (Яремче)                  | «Тепловик» (Івано-Франківськ)          | 3:1                    |
| 2011      | «Карпати» (Коломия)                 | «Яспіль» (Ясенів-Пільний)              | 3:1                    |
| 2012      | «Карпати» (Коломия)                 | «Карпати» (Яремче)                     | 2:1                    |
| 2013      | «Газовик» (Богородчани)             | ФК «Турка» (c. Турка)                  | 5:1                    |
| 2014      | ФК «Перегінське» (Перегінське)      | «Карпати» (Брошнів-Осада)              | 2:1                    |
| 2015      | «Оскар» (Підгір'я)                  | «Карпати» (Коломия)                    | 1:1, пен. 3:2          |
| 2016 (в)  | Кубок не розігрувався               | Кубок не розігрувався                  | Кубок не розігрувався  |
| 2016/17   | «Оскар» (Підгір'я)                  | «Гал-Вапно» (Галич)                    | 1:0                    |
| 2017/18   | «Покуття» (Коломия)                 | «Карпати» (Брошнів-Осада)              | 2:1 (д. ч.)            |
| 2018/19   | «Карпати» (Галич)                   | «Вихор» (Ямниця)                       | 3:1                    |
| 2019/20   | «Карпати» (Брошнів-Осада)           | «Покуття» (Коломия)                    | 0:0, пен. 3:0          |
| 2020/21   | «Ураган» (Черніїв)                  | «Юність» (Верхня)                      | 1:0                    |
| 2022/23   | «Благо-Юність» (Верхня)             | «Ураган» (Черніїв)                     | 2:2, пен. 4:3          |

## Статистика
- 14 разів - «Хімік» (Калуш)
- 6 разів - «Електрон» (Івано-Франківськ)
- 5 разів - «Нафтовик» (Долина)

«Спартак» (Станіслав)
- 4 рази - «Бескид» (Надвірна)

«Карпати» (Яремче)
- 3 рази - «Динамо» (Станіслав)

«Карпати» (Брошнів-Осада)
«Покуття» (Коломия)
«Тепловик» (Івано-Франківськ)
«Сільмаш» (Коломия)
- 2 рази - «Дельта» (Гвіздець)

«Карпати» (Коломия)
«Оскар» (Підгір'я)
- 1 раз - «Автомобіліст» (Івано-Франківськ)

«Благо-Юність» (Верхня)
«Газовик» (Богородчани)
«Гвардієць» (Станіслав)
«Енергетик» (Бурштин)
«Іскра» (Станіслав)
«Карпати» (Галич)
«Колос» (Голинь)
«Корона» (Івано-Франківськ)
ФК «Королівка»
«Локомотив» (Івано-Франківськ)
«Машинобудівник» (Івано-Франківськ)
«Маяк» (Підгір'я)
«Пробій» (Городенка)
ФК «Перегінське»
ФК «Тужилів»
«Цементник» (Ямниця)
«Ураган» (Черніїв)